# Rio Machadinho
O rio Machadinho é um rio da unidade federativa da Rondônia, na zona oeste do Brasil.